# 2-methoxynaftaleen
2-methoxynaftaleen is de methyl-ether van 2-naftol. De stof wordt gebruikt als geurstof. In zuivere toestand komt de stof voor onder de vorm van witte kristallijne vlokken. Ze heeft een sterke, zoete bloemengeur vergelijkbaar met die van neroli- of oranjebloesemolie en wordt daarom ook wel neroline genoemd.

## Synthese
2-methoxynaftaleen komt niet in de natuur voor, maar kan ook bereid worden door de Williamson-ethersynthese van 2-naftol met methanol.

## Toepassingen
2-methoxynaftaleen mag als smaakstof toegevoegd worden aan dranken en voedingswaren zoals gebak, kauwgom en snoepgoed. Ze mag ook in cosmetische parfums gebruikt worden. Daarnaast wordt ze ook toegevoegd aan bleekmiddelen, wasmiddelen en dergelijke om die een aangename geur te verlenen.
2-methoxynaftaleen is ook een uitgangsproduct bij de synthese van het geneesmiddel naproxen (2-(6-methoxynaftaleen-2-yl)-propaanzuur).